# Franz von Stuck

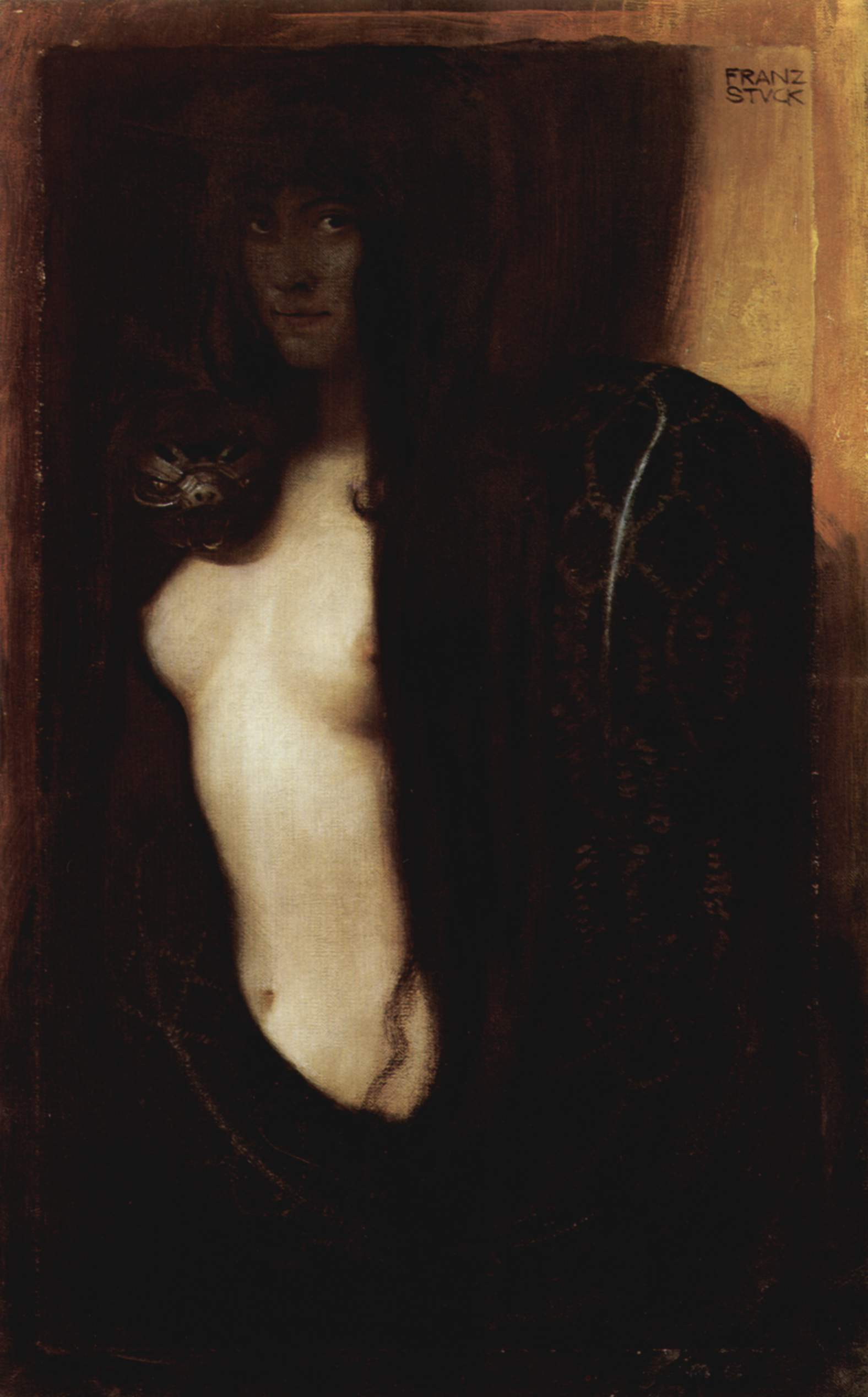
El pecat (1893)

Franz von Stuck (23 de febrer de 1863 - 30 d'agost de 1928) va ser un pintor, escultor, gravador, arquitecte i professor alemany que es va destacar en l'estil del simbolisme i de l'Art Nouveau.

## Biografia
Stuck va néixer a Tettenweis, Baviera. A edat primerenca va mostrar afinitat pel dibuix i la caricatura. Per començar la seva educació artística va anar a Múnic el 1878, on romandria de per vida. Des de 1881-1885 va assistir a l'Acadèmia de Belles Arts de Múnic.
Va aconseguir reputació inicial a través de vinyetes per al diari Fliegende Blätter i dissenys per a programes i llibres de decoració. El 1889 va exhibir la seva primera pintura, El guardià del paradís, al Palau de Vidre de Múnic, amb la qual va guanyar una medalla d'or.
El 1892 va cofundar la Secessió de Múnic, i va crear també la seva primera escultura, Atleta. L'any següent va tenir èxit tant amb la crítica com amb el públic amb la que ara es considera la seva obra més famosa: "El pecat". També el 1893 Stuck va ser premiat amb una medalla d'or per pintar en la Fira Mundial de Chicago i va ser designat per a un professorat real. El 1895 va començar a ensenyar a l'Acadèmia de Múnic.
El 1897, Stuck es va casar amb una vídua nord-americana, Mary Lindpainter, i va començar el disseny de la seva pròpia residència i estudi, La Vila Stuck. Els seus dissenys per a la vila van incloure tot, des dels plànols fins a les decoracions interiors i els seus mobles, pels quals Stuck va rebre una altra medalla d'or en la Fira Mundial de París de 1900.
Havent obtingut un alt grau de fama en el seu temps, Stuck va ser elevat al nivell de l'aristocràcia el 9 de desembre de 1905 i rebria honors i reconeixements a tot Europa per la resta de la seva vida. Tot i que les noves tendències de l'art van deixar Stuck darrere, va seguir sent altament respectat entre els artistes joves per la seva capacitat com a professor a l'Acadèmia de Múnic. Al llarg dels anys va tenir estudiants destacats, com Paul Klee, Hans Purrmann, Vassili Kandinski i Josef Albers.

## Estil
Stuck es basava primordialment en la mitologia, inspirat en els treballs d'Arnold Böcklin. Figures grans i pesades dominen la majoria dels seus treballs, com la seva obra Luzifer. Els seus treballs també assenyalen la seva proclivitat per l'escultura. La càrrega seductora dels seus nus femenins -en el rol de Femme Fatale - són exemple de simbolisme de contingut popular. Stuck va prestar també atenció als marcs de les seves pintures i generalment els dissenyava per si mateix per tenir cura en els detalls, les talles i les inscripcions, raó per la qual han de ser presos com a part integral de la pintura.

## Llegat
El gran nombre d'alumnes de Stuck que van guanyar notorietat van servir per millorar encara més la mateixa fama del mestre. No obstant això, al moment de la mort la importància de Stuck com a artista gairebé s'havia oblidat: el seu art semblava antiquat i irrellevant per a una generació destruïda per la Primera Guerra Mundial. Adolf Hitler es trobava entre aquells que encara admiraven als pintors del segle xix de Múnic. Així, quan els nazis van arribar al poder, Stuck estava entre els artistes del passat citats com a exemple dels valors germans correctes. Tot i així Stuck va romandre oblidat en la memòria popular fins a finals dels anys 60 del segle xx, quan un renovat interès en l'Art Nouveau el va portar novament a la llum. El 1968 la Vila Stuck va ser oberta al públic, i avui és un museu.